# Ґоттфрід Коттманн
Ґоттфрід Коттманн (15 жовтня 1932 — 6 листопада 1964) — швейцарський академічний веслувальник і бобслеїст.
Бронзовий призер Олімпійських Ігор 1964 року в одиночці, учасник 1960 року.
Чемпіон Європи 1954 (розпашні двійки зі стерновим), 1955 (розпашні двійки зі стерновим), 1959 (розпашні четвірки без стернового) років, срібний призер 1956 року в складі розпашної двійки зі стерновим, бронзовий призер 1957 (розпашні четвірки зі стерновим), 1958 (розпашні двійки зі стерновим) років.
Бронзовий призер Чемпіонату світу з бобслею 1960 року.